# Dopravní spoj
Spoj je v oboru dopravy pravidelně opakovaná jízda vozidla nebo vlaku v určité trase a určitém čase, uvedená v jízdním řádu, určená k přepravě cestujících a vymezená výchozí a cílovou stanicí nebo zastávkou. V případě autobusové, trolejbusové nebo tramvajové dopravy je zpravidla každý spoj přiřaditelný k určité lince, avšak některé spoje mohou přejíždět mezi více linkami nebo na sebe mohou bez přestupu navazovat. V některých dopravních sítích slouží jako spoje i vyjíždějící nebo zatahující vozidla nebo vlaky, případně přejíždějící mezi linkami. 

## Spoje v jízdních řádech
V běžném sloupcovém linkovém nebo traťovém jízdním řádu odpovídá spoji sloupec časových údajů. Obvykle uspořádání časových údajů odpovídá směru shora dolů, avšak u obousměrných jízdních řádů jsou v pravé části tabulky (směr zpět) údaje uspořádány v časovém sledu zdola nahoru. V některých typech jízdních řádů, dnes již převážně nestandardních, jsou časové údaje spojů uspořádány do řádků. 
Ve zjednodušeném zastávkovém jízdním řádu městské dopravy nebo v jiném přehledu odjezdů nebo příjezdů v určité stanici odpovídá spoji jeden časový údaj nebo dvojice časových údajů (příjezd a odjezd). Spoj může jezdit buď denně, nebo může mít omezený časový rozsah provozu, například může jezdit pouze v pracovních dnech, pouze v určitý den týdne, v určitém období (sezóně), případně pouze v určitý den nebo v určitých dnech atd. Omezení časového rozsahu spojů bývají v jízdních řádech vyznačena pomocí značek a poznámek, popřípadě pomocí samostatných tabulek pro určité typy provozních dnů nebo období. K určitým spojům se mohou vztahovat též další omezení nebo garance, například může být spoj garantován jako nízkopodlažní, povinně nebo nepovinně místenkový, může se k němu vztahovat speciální tarif nebo způsob odbavení, omezení nebo garance přepravy zavazadel atd. 
V České republice různé požadavky na údaje o spojích v jízdním řádu stanoví pro drážní dopravu Dopravní řád drah v § 57 odst. 1, pro silniční linkovou dopravu vyhláška č. 388/2000 Sb., o jízdních řádech, a pro drážní i silniční dopravu vyhláška č. 175/2000 Sb., o přepravním řádu pro veřejnou drážní a silniční osobní přepravu. 

## Spoje v železniční dopravě
V železniční dopravě se spoj zpravidla označuje slovem „vlak“ a je označen číslem vlaku a kategorií vlaku (osobní vlak, spěšný vlak, rychlík atd.). Pokud je vlak během cesty rozdělován nebo spojován (tzv. křídlový vlak), je zpravidla jako pokračování spojeného vlaku označena nejvýše jedna oddělená část, zatímco ostatní se označují jako přímý vůz (přímé vozy, Kurswagen). Železniční síť je obvykle pro účely jízdního řádu pravidelné osobní dopravy rozdělena do číslovaných traťových úseků (oddílů, tratí) tak, aby co nejvíce odpovídaly vedení spojů, avšak přesto mnoho vlakových spojů přejíždí mezi více „tratěmi“.  
V české železniční dopravě mají železniční vlakové spoje unikátní číslo v rámci celé sítě, přičemž vlaky vyšší kategorie mají nižší čísla (rychlíky a expresy maximálně trojciferná, rychlíky ve výjimečných případech i čtyřciferná, spěšné vlaky čtyřciferná začínající číslicí 1), zatímco osobní vlaky mají na významnějších tratích čtyřciferná čísla a na méně významných tratích pěticiferná čísla. Spoje jedoucí v téže trase obvykle mají čísla z určitého uceleného rozsahu, přičemž lichá čísla mají spoje vedené jedním směrem a sudá čísla spoje vedené opačným směrem. Některé významné vlaky (spoje) vyšších kategorií mají kromě čísla i název, v novější praxi mívá někdy společný název celá linka, tedy celá série spojů v téže trase. Jízdy nebo vlaky neurčené k veřejné osobní dopravě se zpravidla slovem spoj neoznačují.

## Spoje v autobusové dopravě
V autobusové dopravě (včetně náhradní autobusové dopravy za přerušenou drážní dopravu) jsou spoje číslovány v rámci určité linky. Spoje v jednom směru mají lichá čísla, spoje v opačném směru sudá čísla. Zpravidla čísla následují v souvislé posloupnosti, avšak někteří dopravci na některých linkách používají složitější číslování, například pomocí částí číselné řady rozlišují spoje podle toho, která provozovna je vypravuje, rozlišují spoje podle sezonního provozu nebo odlišné trasy atd., popřípadě mohou mít nepravidelnosti v číslování spojů důvod v historické kontinuitě číslování (zrušení nebo přidání spojů oproti dřívějšímu stavu). 

## Spoje v městské dopravě
V městské dopravě (městské autobusy, tramvaje, trolejbusy, metro atd.) používající zjednodušenou formu jízdních řádů obvykle čísla spojů nejsou v běžných jízdních řádech uváděna, mohou však být uvedena v jejich linkové nebo elektronické verzi. 
Větší roli než číslo spoje obvykle v městské dopravě má pořadové číslo vozu nebo vlaku (nazývané též číslo kursu), tedy číslo, které je na určitém vozu nebo vlaku vyznačeno (mimo čísla linky) po celou dobu denního oběhu. V pražské MHD lze z pořadového čísla tramvajových vlaků vyčíst vozovnu, která vlak vypravuje, a u autobusů i tramvají zde mají speciální číselnou řadu vyhrazeny vozy (vlaky) denních linek, které přejíždějí na noční linky. Obvykle je pořadové číslo unikátní pouze v rámci linky a v rámci určitého typu provozního dne, avšak pokud vozy systematicky přejíždějí mezi více linkami, může mít taková skupina linek společnou řadu pořadových čísel.

## Jiné druhy dopravy
Jako spoj lze nazývat i pravidelnou jízdu, let nebo plavbu jiného dopravního prostředku. V letecké dopravě se obvykle spoje označují slovem „let“ (číslo letu). V lodní dopravě včetně přívozů, na lanových drahách atd. jsou spoje označovány podle zvyklostí dopravce, dopravního systému nebo vydavatele jízdního řádu. 